# Polo norte magnético
O Polo Norte magnético é um ponto variável à superfície da Terra para o qual as linhas do campo magnético que envolvem o planeta terra apontam que, por mera convenção, localiza-se em algum ponto do hemisfério norte. Nesse sentido, polo norte magnético não deve ser confundido com o menos conhecido Polo norte geomagnético (explicado abaixo) e nem com o secular Polo Norte Astronômico.
Em 2005 o polo norte magnético situava-se próxima da Ilha Ellesmere no norte do Canadá, aproximadamente em 82° 42′ N, 114° 24′ O. O ponto correspondente no hemisfério sul é o Polo sul magnético. Uma vez que o campo magnético terrestre não é propriamente simétrico, os polos magnéticos não são antípodas um do outro: a linha que os une não passa no centro da Terra (fica a cerca de 530 km).E também é para aonde as bússolas apontam normalmente.

## História
O astrónomo, matemático e físico chinês Shen Kuo (1031-1095) foi o primeiro a compreender os conceitos relacionados com o magnetismo, como declínio magnético e polo norte magnético.
Em tempos remotos os navegantes europeus acreditavam que as agulhas das bússolas eram atraídas por uma "montanha magnética" ou "ilha magnética" no norte longínquo, ou pela Estrela Polar. A ideia de que a Terra atua como um magneto gigante foi proposta inicialmente por Sir William Gilbert, em 1600, um membro da corte da Rainha Isabel I de Inglaterra. Foi ele o primeiro a definir o polo norte magnético, onde o campo magnético terrestre aponta na vertical, no sentido do interior da Terra. Esta é a definição hoje usada, embora o processo de compreensão dos mecanismos geomagnéticos tenha demorado alguns séculos a ser entendido.

## Expedições e medidas
A primeira expedição a atingir o ponto do polo magnético norte foi conduzida por James Clark Ross, que o encontrou junto ao Cabo Adelaide na Península de Boothia em 1 de junho de 1831. Roald Amundsen encontraria o ponto numa posição ligeiramente diferente em 1903. A terceira observação foi conduzida por cientistas do Canadá, Paul Serson e Jack Clark, do Dominion Astrophysical Observatory, que o encontraram no Lago Allen Lake, na Ilha do Príncipe de Gales.
O governo do Canadá fez várias medidas desde então, que mostram que o polo norte magnético está continuamente em movimento para noroeste. Em 1996 uma expedição certificou a sua posição com magnetómetros e teodolitos em 78° 35,7′ N, 104° 11,9′ O. Em 2005 estimava-se em 82° 42′ N, 114° 24′ O, a oeste da Ilha Ellesmere, no Arquipélago Ártico Canadiano. Durante o século XX moveu-se 1.100 km, e desde 1970 seu movimento passou de 9 km/ano para 41 km/ano. Se mantivesse este ritmo e direção iria atingir a Sibéria em cinquenta anos, mas é de se esperar que mude de direção e desacelere.
O movimento é a parte observável de uma variação diária na qual o polo norte magnético descreve aproximadamente uma elipse, com um desvio máximo de 80 km da sua posição média. Este efeito deve-se a perturbações no campo geomagnético por partículas carregadas vindas do Sol.
| Polo norte magnético | (2001) 81° 18′ N, 110° 48′ O  | (2004 est) 82° 18′ N, 113° 24′ O | (2005 est) 82° 42′ N, 114° 24′ O |
| Polo sul magnético   | (1998) 64° 36′ S, 138° 30′ L. | (2004 est) 63° 30′ S, 138° 00′ L |                                  |

## Norte magnético e declinação magnética

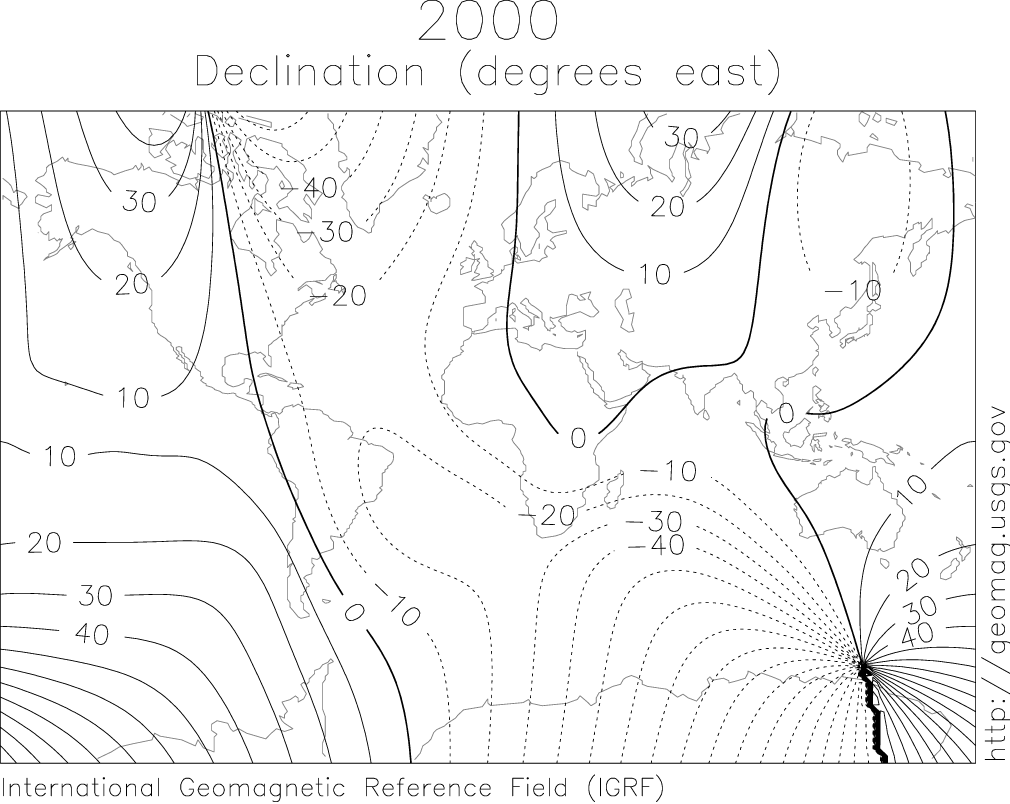
Declinação magnética do norte verdadeiro em 2000.

A direção para a qual a agulha de uma bússola aponta é conhecida como norte magnético. Em geral, esta não é exatamente a direção do Polo Norte magnético. A bússola alinha-se segundo o campo geomagnético local, que varia de modo complexo em função do local à superfície da Terra, bem como do tempo. A diferença angular entre o norte magnético e o norte verdadeiro (definido em referência ao polo geográfico norte, de um particular ponto na Terra, é chamado de declinação magnética.
A maior parte dos sistemas de coordenadas são baseados no norte verdadeiro (então norte cartográfico após a escolha de uma projecção cartográfica) e isso é habitualmente mostrado nas legendas dos mapas indicando o valor da declinação magnética.

## Polo norte geomagnético
Como aproximação de primeira ordem, o campo magnético terrestre pode ser modelado como um dipolo simples (um sistema de duas cargas do mesmo valor, mas de sinais opostos, situados a curta distância uma da outra), enviesado de cerca de 11º em relação ao eixo da rotação da Terra e centrado no centro da Terra. Os resíduos formam um campo não-dipolar. Os polos geomagnéticos norte e sul são antípodas entre si, onde o eixo deste dipolo teórico intersecta a superfície terrestre. Se o campo magnético terrestre fosse um dipolo perfeito então as linhas do campo magnético seriam verticais nos polos geomagnéticos e coincidiriam com os polos magnéticos. Todavia, existe uma distância entre os polos magnéticos e geomagnéticos.
Tal como o polo norte magnético, o polo norte geomagnético atrai o polo norte de um íman e, em sentido físico, é na realidade um "polo sul". É o centro da região da magnetosfera em que a aurora boreal pode ser observada. Em 2005 estava situado aproximadamente em 79° 44′ N, 71° 47′ O, a noroeste da costa da Gronelândia, mas movimenta-se no sentido da América do Norte e Sibéria.

## Inversão geomagnética
Ao longo das eras geológicas, a orientação do campo magnético terrestre (e o dos outros planetas) pode mudar, de modo que o norte magnético se torna sul e vice-versa — um acontecimento conhecido como inversão geomagnética.